# 8696 Kjeriksson
A 8696 Kjeriksson (ideiglenes jelöléssel 1993 FM16) egy kisbolygó a Naprendszerben. Az UESAC program keretében fedezték fel 1993. március 17-én.